# Peter D. Wilder
Peter D. Wilder (...) è un astronomo statunitense.
Il Minor Planet Center gli accredita la scoperta dell'asteroide 4525 Johnbauer effettuata il 15 maggio 1982 in collaborazione con Eleanor Francis Helin e Eugene Shoemaker.